# Траколожка експедиция за могилни проучвания
Траколожката експедиция за могилни проучвания (ТЕМП) е българска археологическа експедиция, направила през последните години едни от най-значимите открития в българската археология в Долината на тракийските владетели. Неин ръководител от 1971 до 14 септември 2008 е ст.н.с. д-р Георги Китов. Председател на управителния съвет е г-жа Диана Димитрова.

## История
Проектът ТЕМП започва през 1966 г. в рамките на проучвателните работи на нос Калиакра и територии от днешната Добричка област. В периода 1966 – 1969 г. археологическите разкопки се провеждат под научното ръководство на ст.н.с. Георги Джингов от АИМ при БАН и д-р Любка Бобчева, която тогава е директор на Окръжния исторически музей в Добрич. От 1969 до 1971 г. за проучванията в Градница, Севлиевско, отговаря ръководителят на катедра „Археология“ в СУ „Св. Кл. Охридски“ проф. Атанас Милчев. От 1971 г. разкопките се провеждат под ръководство на д-р Георги Китов. Заместник-ръководители са представители на Ловешкия исторически музей, Музея на занаятите в Троян, Историческия музей в Правец, Пловдивския археологически музей, Шуменския исторически музей, НИМ.
След 2000 г. за разкопките в Тракийския култов център Старосел и Долината на тракийските царе заместник-ръководител на ТЕМП е Диана Димитрова (Археологически институт и музей при БАН).

## Проучвания и открития
В екипа на ТЕМП работят множество археолози, архитекти, геофизици, художници, реставратори, които имат на разположение геофизична и земекопна техника. Благодарение на това експедицията работи бързо и повечето от откритията ѝ се отличават с висока научна и художествена стойност.
Най-значителните разкрития на ТЕМП са:
- 1972 – гробът от ранната бронзова епоха в центъра на Ловеч – все още единствен гроб, датиран от това време;
- 1975 – могили от ранножелязната епоха в землището на с. Гумощник, Троянско;
- 1976 – 1977 – две гробници в Жаба могила край Стрелча;
- 1980/1981 – некрополът Горан-Слатина в Ловешко от ранната бронзова епоха. Все още най-големият и богат сред останалите в България;
- 1992 – Малката могила в землището между Шипка и Шейново, където са открити два лабриса (костени двойни брадви, символи на царска власт), три златни огърлици, пръстен-печат, други златни и сребърни накити, две сребърни фиали, ситула и купа от бронз, местни и вносни глинени съдове и др.
- 1993 – 2004 – 11 монументални храмове-мавзолеи в могили от късножелязната епоха в Долината на тракийските владетели:
  - 1993 – Оструша – намерени уникални стенописи по тавана, два сребърни съда, пълен комплект сребърни украси за конска амуниция и други предмети.
  - 1995 – Славчова могила – разкрит храм с представителна фасада, преддверие и правоъгълна камера.
  - 1995 – Зарева могила – разкрито погребение на знатен тракийски войн. Близо до скелета му е намерено бойно снаряжение и останки от кон с богато украсена сбруя.
  - 1995 – Сашова могила – гробница, за която се предполага, че е на одриски владетел. Находките представляват скелет с шлем, плетена ризница, меч, върхове на копия, златна фибула, сребърна фиала.
  - 1995 – Голяма Арсеналка – разкритият храм има представителна фасада, правоъгълно и кръгло помещение, ритуално каменно легло и двукрили каменни врати.
  - 1995 – Сарафова могила – намерени са незначителни предмети от злато и сребро, глинени украси и амулети
  - 1996 – Хелвеция – ограбван в древността подмогилен храм с коридор, преддверие-олтар и правоъгълна камера.
  - 1996 – Могила на грифоните – гробница с изобразени два грифона на входа.
  - 1996 – Шушманец – забележителна с двете си колони, в йонийски и дорийски стил, които се срещат за пръв път в Тракия.
- 2000 – могилата Рошавата чука при с. Александрово (област Хасково) – разкрита Александровската гробница с глинен саркофаг от 2 части с 6 миниатюрни съда, мъниста, 6 амулета и двойни брадвички. Китов прави предположението, че в средата на IV век пр.н.е. в нея е направено детско погребение с кремация.
- 2000 – 2002 – гробниците в района на Тракийския култов център Старосел: Четиньова, Хоризонт, Недкова, Коилишка, Маврова, Пейчова, Павлова.
  - 2000 – Четиньова могила – тракийски храм, вероятно на тракийския владетел Ситалк, с височина 20 метра, централно парадно стълбище, фасада с пластична и цветова украса. Считан за един от най-представителните паметници на тракийската подмогилна архитектура.
  - 2000 – Маврова могила – открит е златен пръстен-печат с образа на сфинкс.
  - 2000 – Пейчова могила – 3 комплекта сребърни украси за конска амуниция, 4 сребърни съда, златен пръстен-печат с ловна сцена.
  - 2002 – Павлова могила – разкрит е гроб с кремирани трупове и множество златни копчета, сребърни пръстени и гривни.
- 2004 – могила Светицата край с. Шипка – в могилата ТЕМП открива неограбена гробница на тракийски владетел, погребан по орфически обичай, като на мястото на главата е намерена единствената от Тракия златна маска, както и златен пръстен с изображение на атлет, амфори, кани, сребърна чаша. Направено е предположението, че находката е гробът на живелия в средата на V век пр.н.е. тракийски цар Терес, баща на Ситалк.
- 2004 – В могилата Голяма Косматка е открита бронзова скулптурна глава в естествена големина, за която се допуска, че е на тракийския цар Севт III, живял в края на IV и началото на III век пр.н.е. През 2005 г. това предположение се потвърждава по надписа „Сеуту“ („на Севт“). Месец след разкритието в същата могила, на 7 метра от дотогавашните разкопки са намерени са 73 предмета, от които 20 златни: златен венец, дрехи и кожена ризница, украсени със златна апликация с глава на разярен лъв и растителни елементи, златен киликс (малка чашка с хоризонтални дръжчици за пиене на вино) и пълен комплект украси за конска амуниция. Открито е сребърно копие на бисерна мида с богата позлата, както и златоткан килим, върху който даровете са наредени.
- 2007 – В Далакова могила край Тополчане екипът попада на царско погребение. Намерени са втора златна маска, 2 златни фиали, 2 сребърни ритона с позлата и др. В други могили в околността също са открити интересни находки. Разкопките продължават и през сезон '08.
- 2008 – В Друмева могила край Старо село е намерена каменна крепида, а също така и погребение на тракийски лечител. В други могили в района са намерени множество керамични съдове.
- 2008 – В Якимова могила край Крушаре е открито погребение на тракийски аристократ, включващо златен нагръдник, пръстен с плочка, ойнохое и др. В могили в района са намерени множество ритуални огнища.
- 2008 – В малка могила край Старосел учените намират златен нагръдник, бронзова броня и др. Това е последният обект на д-р Китов. Той напуска този свят именно там.

За разкритията си в Старосел през 2000 г. експедицията ТЕМП получава голямата награда на Форд Мотор Къмпани за 2000 г. в областта на опазване на културно-историческото наследство.
Материали от разкопките се пазят в Националния исторически музей, в Археологическия институт и музей при БАН в София, както и в историческите музеи на Каварна, Добрич, Габрово, Ловеч, Стрелча, Пловдив, Пазарджик, Правец, Раднево, Нови пазар, Казанлък, Хасково, Стара Загора и др. музейни сбирки.